# Прокопенко, Прасковья Даниловна
Прасковья Даниловна Прокопенко (укр.  Парасковія Данилівна Прокопенко; 1903, Усовка, Пирятинский уезд, Полтавская губерния, Российская империя — 5 апреля 1981, Усовка, Полтавская область) — колхозница, свинарка колхоза «Комсомолец» Пирятинского района Полтавской области, Украинская ССР. Герой Социалистического Труда (1950).

## Биография
Родилась в 1903 году в крестьянской семье в селе Усовка Пирятинского уезда. Получила начальное образование. Работала в домашнем хозяйстве своих родителей. С 1930 года трудилась в звене по выращиванию табака в колхозе «Комсомолец» Пирятинского района. С 1936 года — свинарка этого же колхоза. Во время немецкой оккупации работала на общественном дворе в родном селе. После освобождения в 1943 году Полтавской области от немецких захватчиков восстанавливала разрушенное колхозное хозяйство.
В 1949 году вырастила в среднем по 25 поросят от 7 свиноматок. В 1950 году удостоена звания Героя Социалистического Труда «за достижение высоких показателей в животноводстве в 1949 году при выполнении колхозом обязательных поставок государству, контрактации, натуроплаты за работу МТС и плана прироста поголовья по каждому виду продуктивного скота и птицы».
С 1953 по 1960 год — заведующая свинофермой колхоза «Комсомолец» Пирятинского района.
В 1960 году вышла на пенсию. Проживала в родном селе, где скончалась в 1981 году.

## Награды
- Герой Социалистического Труда — указом Президиума Верховного Совета СССР от 16 августа 1950 года
- Орден Ленина
- Медаль «За доблестный труд в Великой Отечественной войне 1941—1945 гг.»